# Rohatîn
Rohatîn (în ucraineană Рогатин) este orașul raional de reședință al raionului Rohatîn din regiunea Ivano-Frankivsk, Ucraina. În afara localității principale, nu cuprinde și alte sate.

## Demografie
Componența lingvistică a orașului Rohatîn
     Ucraineană (99,33%)
     Alte limbi (0,61%)
Conform recensământului din 2001, majoritatea populației orașului Rohatîn era vorbitoare de ucraineană (99,33%), existând în minoritate și vorbitori de alte limbi.